# St. Anna (Haigerloch)

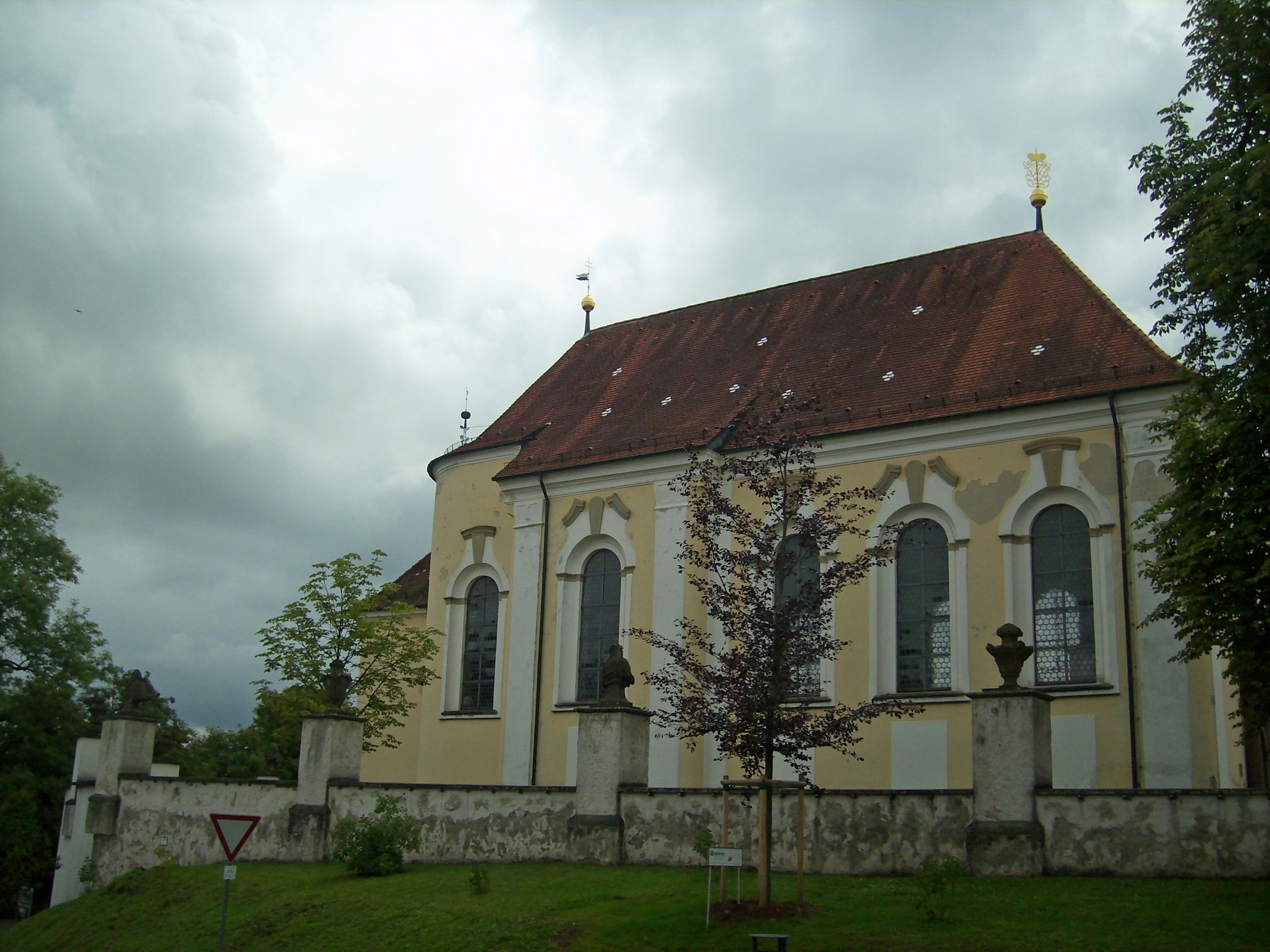
St. Anna (Haigerloch)

Die römisch-katholische Wallfahrtskirche St. Anna ist eine Saalkirche des Rokoko in Haigerloch im Zollernalbkreis in Baden-Württemberg. Sie gehört zur katholischen Kirchengemeinde Eyachtal-Haigerloch St. Anna im Dekanat Zollern des Erzbistums Freiburg und ist ein bedeutendes Beispiel für die Integration der Kunstgattungen in einer architektonisch schlichten, harmonischen Rokokokirche.

## Geschichte

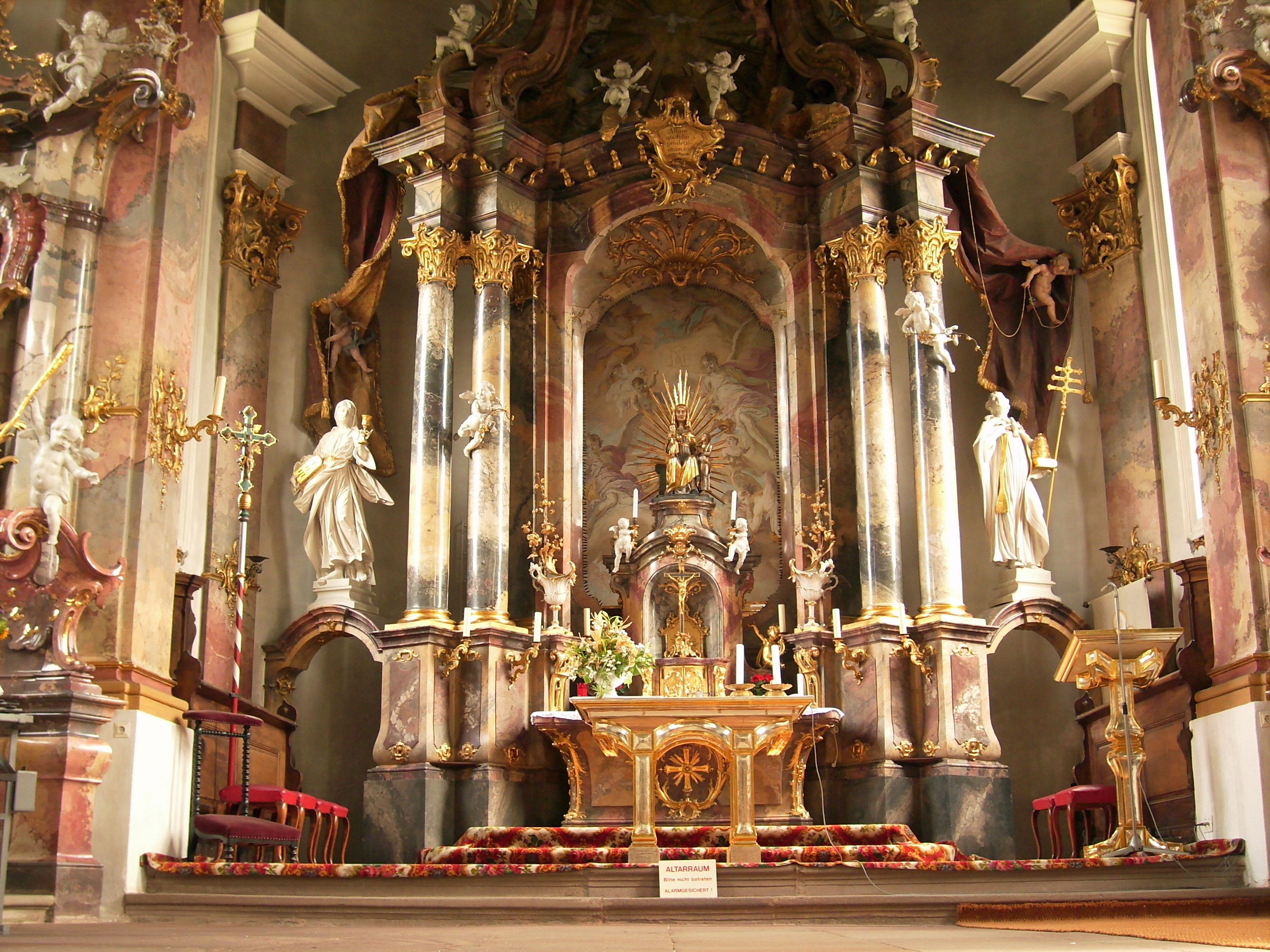
Innenansicht des Chores

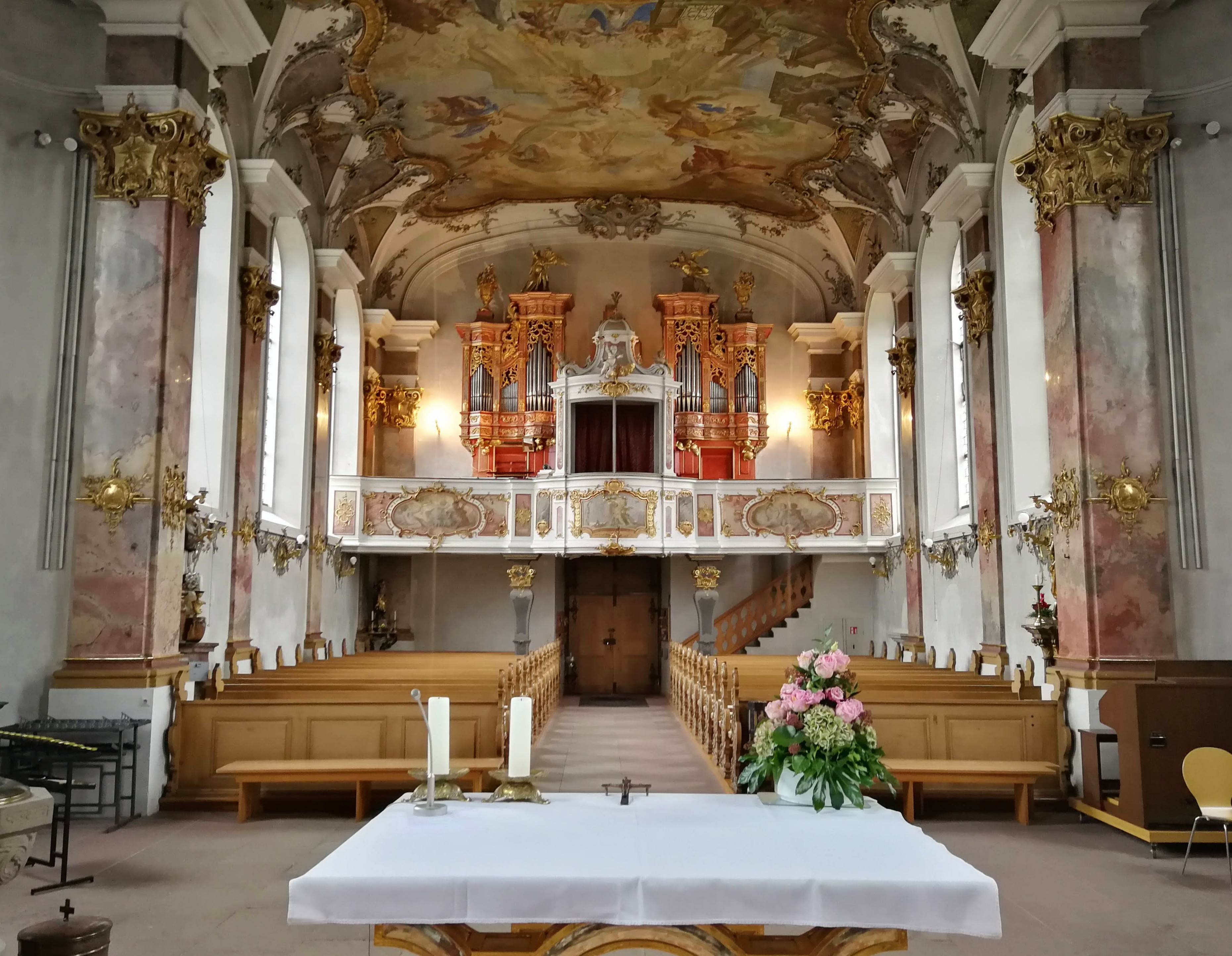
Innenansicht nach Westen

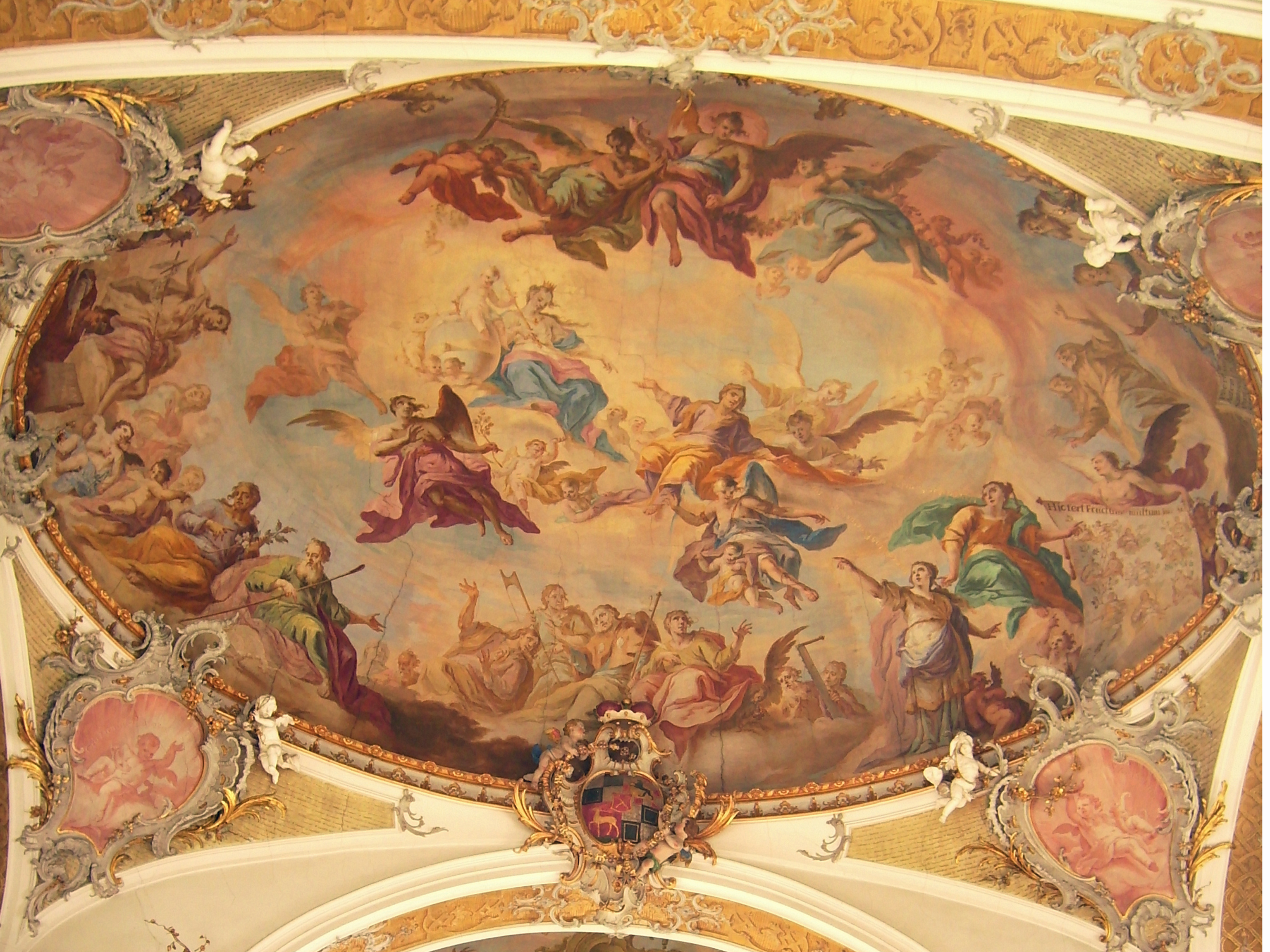
Kuppelfresko im Querhaus

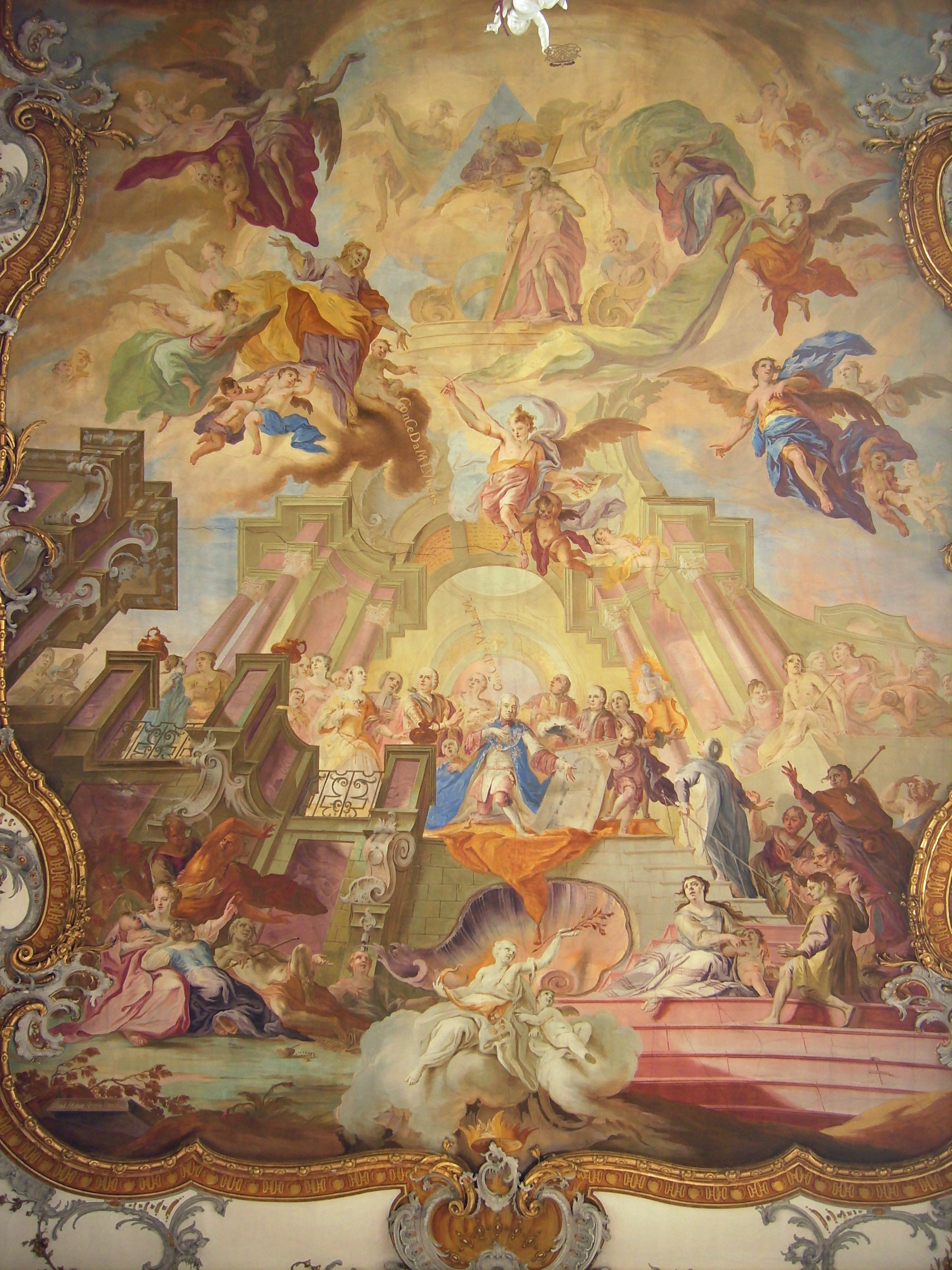
Deckengemälde im Langhaus

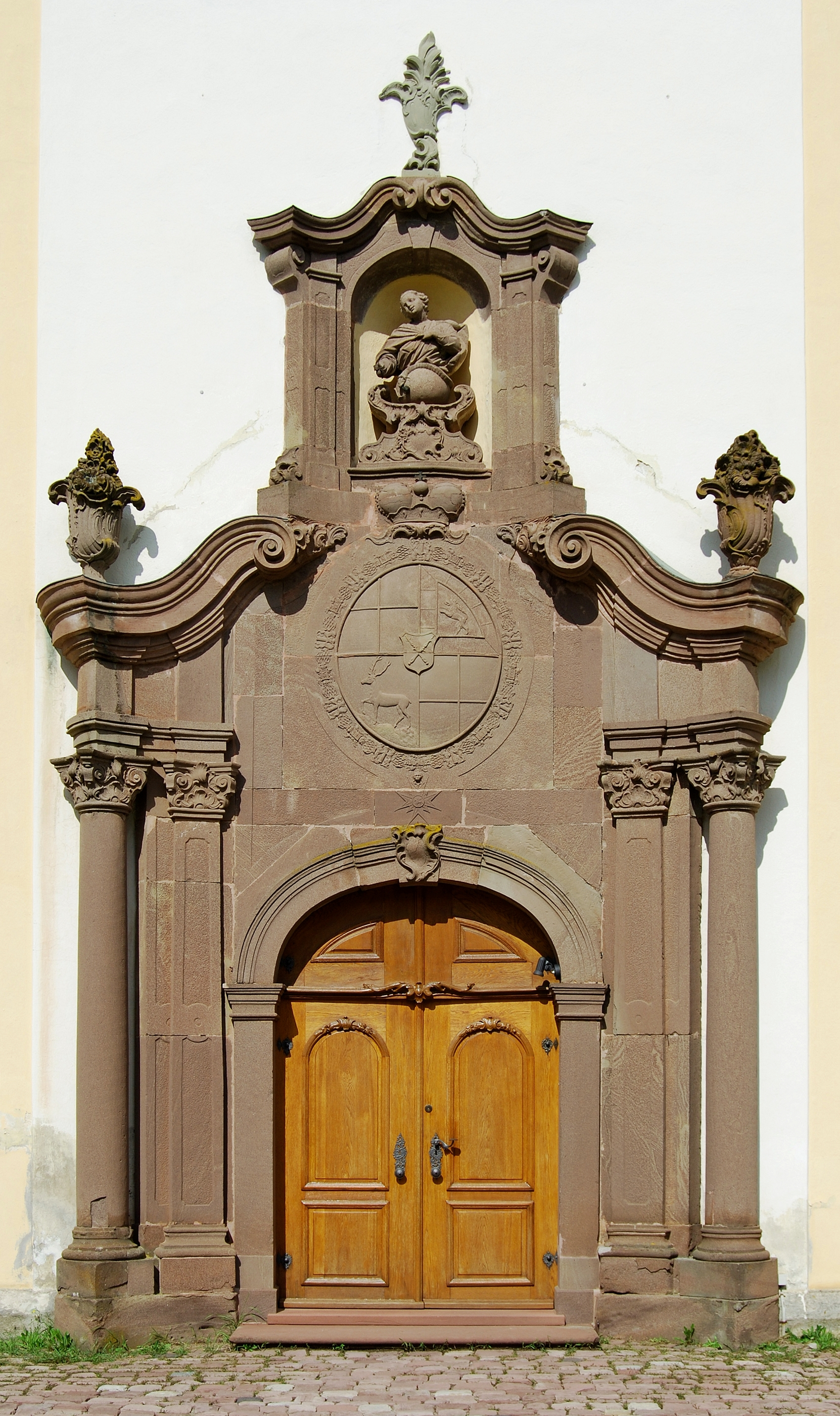
Portal

Die Kirche liegt am nordöstlichen Rand der Oberstadt auf einer vorspringenden Bergterrasse und ist trotz fehlenden Turms weithin sichtbar. Sie wurde zusammen mit dem Kaplaneihaus in den Jahren 1753–1755  im Auftrag des Fürsten Joseph Friedrich von Hohenzollern-Sigmaringen anstelle einer mittelalterlichen Kapelle vom Beginn des 15. Jahrhunderts erbaut. Die beiden barocken Bauwerke sind durch einen Weg von Portal zu Portal miteinander verbunden und von einer mit Pfeilern gegliederten Hofmauer mit Heiligenbüsten- und Vasenbekrönung zusammengefasst. Die Vasen sind Meisterwerke der Bildhauerkunst Johann Georg Weckenmanns und wurden durch Kopien ersetzt. Die Planung der Anlage wird Tiberius Moosbrugger zugeschrieben, als Bauleiter fungierte Christian Großbayer; die Stuckierung wurde durch Johann Michael II. Feichtmayr ausgeführt, die Deckenfresken durch Meinrad von Au und die Altäre durch Feichtmayr und Weckenmann.

## Architektur
Das Äußere ist durch Pilaster gegliedert und mit Rundbogenfenstern und geschweiften Putzverdachungen sowie Schlusssteinen aus grauem Sandstein ausgestattet. Das aus Rotsandstein gehauene Westportal wurde im 19. Jahrhundert in vereinfachter Form erneuert. Über dem von Säulen flankierten Rundbogenportal sind das Wappen des fürstlichen Stifters und eine Immaculata-Büste angeordnet, als seitliche Bekrönung Vasen.
Innen ist der Saal von nahezu quadratischem Grundriss mit einem abgeflachten Kuppelgewölbe und Stichkappen abgeschlossen. Nach Osten schließt sich das nur wenig ausladende Querhaus mit ovaler Flachkuppel über Korbbögen an. Der kurze Chor endet in einem halbrunden Schluss, daran ist nach Osten die zweigeschossige Sakristei angebaut. Im Westen des Langhauses sind die Herrschaftsloge und Orgelempore eingebaut. Auf Grund der querschiffartigen Unterbrechung des Langhauses und durch die Wandpfeilergliederung entsteht eine zentralisierende Raumwirkung. Der Chor wird durch vom Schiff her unsichtbare Seitenfenster erhellt.
Die Wandpfeiler sind auf den freien Flächen mit rötlichen Pilastern aus Stuckmarmor mit frei erfundenen Kapitellformen (ähnlich wie in Kloster Zwiefalten) verkleidet und tragen ein scharf geschnittenes Gebälk. Die Rocaillestuckierungen sind in differenzierten Graden plastisch gestaltet. Das Deckengemälde im Langhaus (mit einer Datierung im Chronogramm auf 1755) ist farblich fein abgestimmt und komponiert. Dargestellt ist Fürst Joseph Friedrich mit Hofstaat, wie er der heiligen Anna das Wallfahrtsheiligtum empfiehlt. Das Kuppelgemälde des querhausähnlichen Raums zeigt die Kirchenpatronin im Kreis ihrer Ahnen und Verwandten. Im Chor ist die Legende der heiligen Anna dargestellt, unter den Emporen sind die Allegorien der Tugenden Glaube, Liebe und Hoffnung gezeigt.

## Ausstattung
Die drei Altäre wurden 1755 durch Feichtmayr geschaffen. Das geschnitzte Gnadenbild der heiligen Anna selbdritt, ursprünglich eine sitzende Muttergottes aus der zweiten Hälfte des 14. Jahrhunderts, ist in einer offenen, farblich gefassten Nische in der Mitte des Hauptaltars präsentiert, die von korinthischen Zwillingssäulen flankiert ist. Der aus vier Voluten entwickelte Aufsatz scheint unmerklich in das Deckenfresko überzugehen. Weiß gefasste Holzfiguren, die Fides und Ecclesia symbolisieren, sind über den seitlichen Türdurchlässen angebracht. Wie die Putten und die Figuren der Heiligen Fidelis und Meinrad in den Nischen der Nebenaltäre mit ohrmuschelartiger Rocaille wurden diese Figuren von Weckenmann geschaffen.

## Orgel

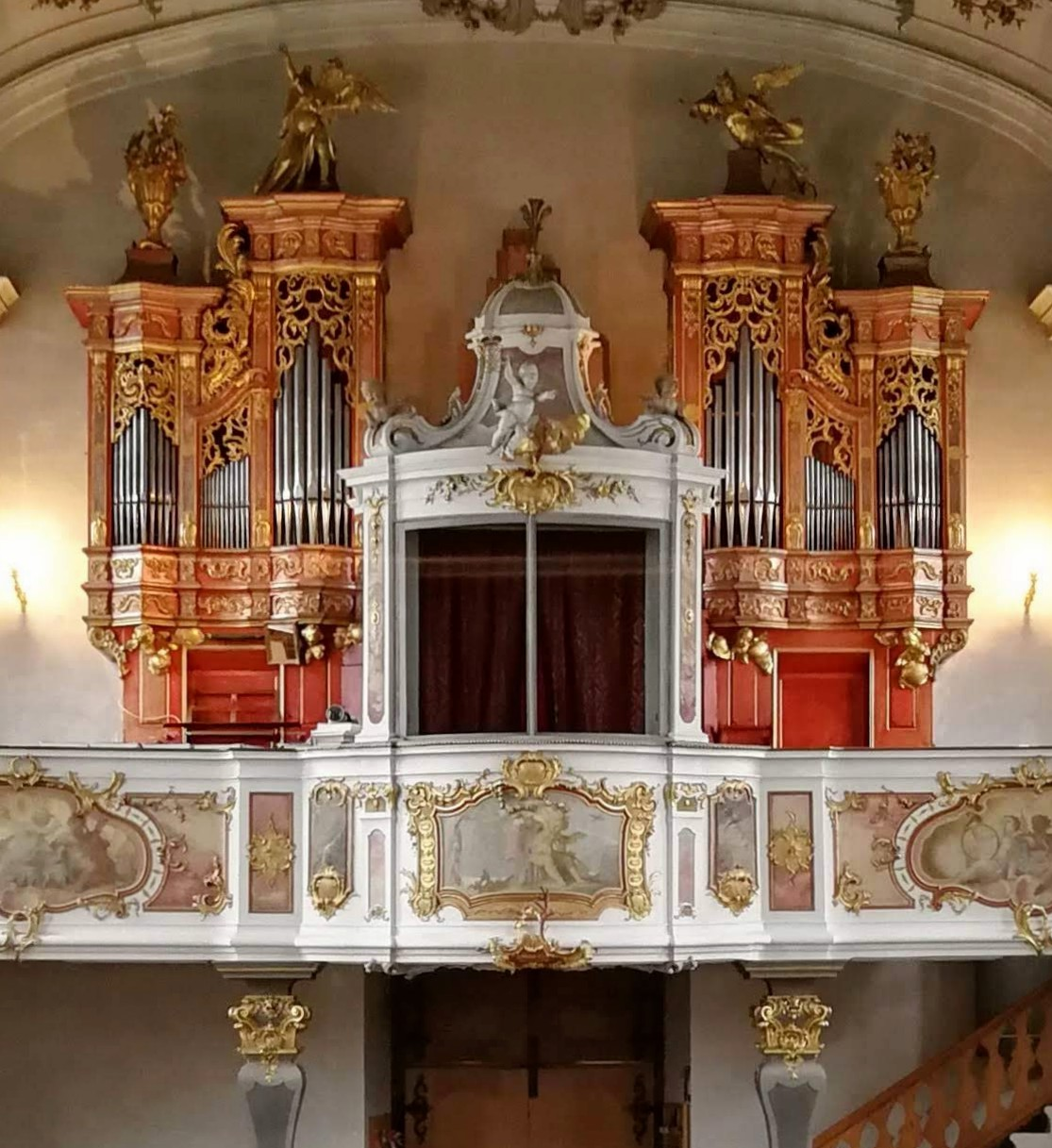
Orgel

Die historische Orgel ist ein Werk von Hieronymus Spiegel aus dem Jahr 1756 mit zehn Registern auf einem Manual und Pedal. Sie wurde 1853 durch Joseph Klingler in der Disposition geändert und in den Jahren 1974 und 1998 durch die Firma Stehle Orgelbau auf den gewachsenen Zustand restauriert. Die Disposition lautet:
| Manual C–f3 |       |        |
| Coppel      | 8′    |        |
| Salicional  | 8′    | (1853) |
| Principal   | 4′    |        |
| Flöte       | 4′    | (1853) |
| Dolce       | 4′    | (1853) |
| Octav       | 2′    |        |
| Mixtur III  | 2 ⁄3′ |        |

| Pedal C–c1   |     |  |
| Subbass      | 16′ |  |
| Octavbass    | 8′  |  |
| Suboctavbass | 4′  |  |

- Koppel: I/P

## Umgebung
Das Kaplaneihaus genannte Pfarrhaus ist ein zweigeschossiges Palais mit einem durch Rundbogenportal und Balkon mit schmiedeeisernem Gitter akzentuierten Mittelrisalit. Das Portal wird flankiert durch übereck gestellte Sandsteinpilaster mit akanthusgeschmückten Voluten von Johann Georg Weckenmann.